# Overdose
Overdose (Egyesült Királyság, Anglia, Nottinghamshire, 2005. április 2. – 2015. július 1.) pej mén, az utóbbi évek legsikeresebb, magyar színekben versenyező lova. Pályafutását a szakértők Kincsem – a „csodakanca” – életéhez hasonlították. 2008. decemberében a világranglista harmadik helyén állt, Európában a legjobb eredményt elérő ló volt. Becsült értéke 5 millió euró, mintegy 1,5 milliárd forint volt. A Lóversenyszervezők Nemzetközi Szövetségének (International Federation of Horseracing Authorities) világranglistáján, amely a 2008. november 1. és 2009. május 17. között lefutott versenyek alapján készült, az összesített rangsorban Overdose – valamennyi távot, évjáratot és kontinenst tekintve – a tizennegyedik helyen állt. A négyévesek között az ötödik, az európai lovak között a negyedik, a rövidtávú lovak között pedig a harmadik volt.
Overdose tizenkét egymást követő győzelmével a valaha élt versenylovak veretlenségi örökranglistájának a 11. helyén áll. Betegsége miatt 2010. július 18-án, 15 hónap kihagyás után állt újra versenybe a Szlovák Derby „Cena Mysa” versenyszámában, ahol a 13. győzelmét is megszerezte.
A versenyzésbe való nagy visszatérése 2010. augusztus 15-én folytatódni látszott, amikor a Bestens-Pannónia Életbiztosító Díjon Budapesten újból rajt-cél győzelmet aratott. Következő versenyén Baden-Badenben azonban megszakadt a sikersorozat, Overdose egy szerencsétlen rajt után csupán hetedikként érkezett a célba és veretlensége ezzel megtört. Ennek ellenére Overdose Magyarország egyik legsikeresebb lova lett, melyet azzal is bizonyított, hogy hosszú betegsége után 2011. április 17-én Hoppegartenben rajt-cél győzelmet aratott 1000 méteren, új pályacsúcsot állítva be, 0:57:1-gyel.
Mivel azonban lábsérülése megakadályozta a további versenyzésben, 2013. szeptember 1-jén visszavonult. 2014-ben Mikóczy Zoltán lova tiszteletére megalapította az Overdose-díjat, amelyet először 2014. szeptember 7-én adtak át a Kincsem Parkban.
Overdose 2015. július 1-jén délután háromnegyed hatkor, 10 éves korában pusztult el súlyos betegség után. A ló kólikában szenvedett, de műtétre nem volt lehetőség, mert az altatást nem élte volna túl. Orrszondán keresztül szappanos vízzel mosták át a beleit. Az orvosi beavatkozás közben azonban megsérült a vékonybele, ami később kiszakadt. Emiatt vérmérgezést kapott, melynek következtében néhány órán belül elpusztult.

## Nevei
Nevét a tulajdonos Lilla nevű lányának köszönheti, a szó jelentése „túladagolás”. A névadás története a következő. Miután a tulajdonos a lovat hazavitte, a ló sokáig névtelenül élt, mert nem tudták, milyen nevet adjanak neki. A névválasztás a pedigré szabályai szerint úgy történik, hogy az anya nevének kezdőbetűje után kell a csikót is elnevezni. Ezért a ló nevének O betűvel kellett kezdődnie. Elsőként a Mikóczy Mónika által kitalált Obsession (Megszállottság) és a Ribárszky Sándor javasolta Orient Expressz voltak, de ezeket a neveket már korábban regisztrálták más lovak számára. Felmerült az Oszáma bin Láden név is, de végül az Overdose túladagolás szó győzött, amire a ló rá is szolgált, hiszen a tehetség túl volt benne adagolva. Mivel az Overdose nevet túl hosszúnak találták a lovászok, a Dózi becenevet adták neki. A nagyközönség e mellett az elnevezés mellett még számos jelzővel illette, amelyek a ló tehetségére utalnak, ilyen például az „alagi rakéta”, az Alagi Versenyló Tréningközpont neve és Dózi rakétasebességű futása után. Németországban „Csodaló”-nak (Wunderpferd), Nagy-Britanniában „budapesti golyó”-nak (Budapest Bullet), Amerikában pedig„The Hungarian Seabiscuit”-nek nevezték el.

## Pályája

### Felfedezése

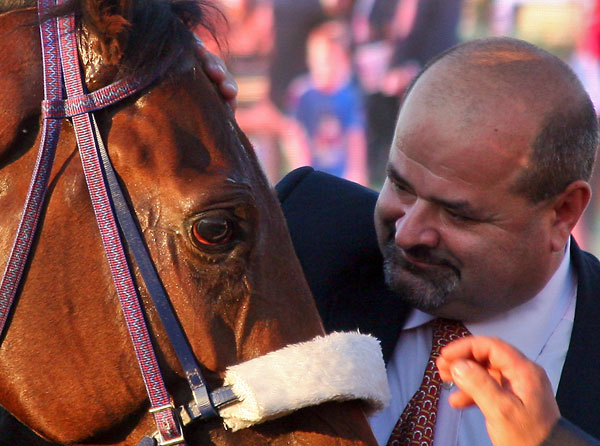
Mikóczy Zoltán és Overdose

Tulajdonosa Mikóczy Zoltán szlovákiai magyar üzletember lett, aki a ló megvásárláskor még nem tudta, milyen kincset talált.
2006 novemberében Angliában, a híres newmarketi árverésen talált rá későbbi gazdája, aki a mérsékelt licitálás során egyedül tett komolyabb ajánlatot. A külsőre szinte jelentéktelennek tűnő lovat mindössze nyolcszázezer forintért, körülbelül 3000 euróért (2000 guinea) vásárolta meg. Ehhez képest 2009-ben becsült értéke 5 millió euró, mintegy 1,5 milliárd forint.
Mikóczy Zoltán magyar színekben akarta versenyeztetni Overdose-t. Mivel a lovak állampolgárságát az határozza meg, hogy hol tréningezik őket, ezért a ló Magyarországon, Alagon az Alagi Versenyló Tréningtelepen tréningezett. Zsokéja minden versenyen piros-fehér-zöld színű dresszben lovagolta. Első idomárja Ribárszki Sándor lett, aki akkoriban az istállóban a külföldi sprinterek trénere volt. Lovasa 2008-ban a német Andreas Suborics volt, munkalovasa pedig Budinszki Barbara. 2009-ben Christophe Soumillon lovagolta. Versenyistállója először az SCH Racing Dunakeszi volt, 2009-től pedig a MIKO Racing and Trading Korlátolt Felelősségű Társaság.

### Származása
Szülei az angol Starborough, aki pályafutása alatt a Godolphin istálló színeiben versenyzett, és az ír Our Poppet sprinterek voltak, de korábban egyikük sem tűnt ki kimagasló teljesítményével, viszont tenyésztésre kiválóan alkalmasnak bizonyultak.
Starborough legmagasabb RPR-száma 124, amit a St. James Palace Stakes (Gr. I) megnyerésekor kapott. Győzelmeit 1600–1800 méteren aratta. Our Poppet a feljegyzések szerint csupán egyszer állt starthoz, kétévesen, akkor 1400 méteren helyezetlen lett. Overdose előtt viszont három csikója is versenyt nyert Franciaországban és Németországban. Overdose tenyésztője Angliában Graham és Di Robinson volt.
A nemes vérvonalú állatoknál fontos szerepet játszik a származási adatok pontos vezetése, a pedigrélap és -táblázat elkészítése, amit számítógépen tárolnak. A rózsaszínű alapon lévő nevek a kancák nevei, kék alapon pedig a méneket jegyzik. Minél hosszabb a pedigré, annál messzebbre lehet visszavezetni a lovak eredetét. Vagyis a pedigré hosszából és a benne lévő reális adatokból számításokat lehet végezni a ló genetikai hátteréről, az elődök tulajdonságairól, s ezek alapján a lónál várható eredményekre lehet következtetni. Overdose ismert származási tábláját az 1600-as évekig lehet elemezni.

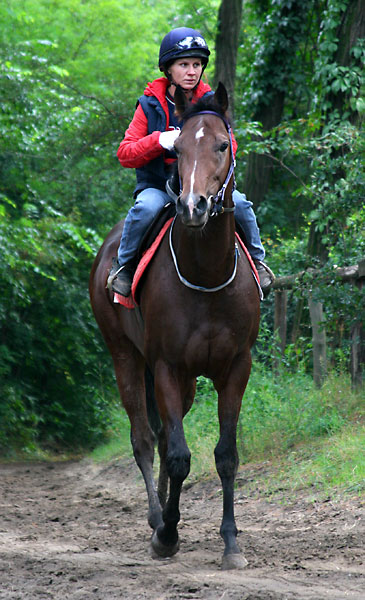
Budinszki Barbara Overdose hátán

Származási táblája
| Overdose | STARBOROUGH 1994 | SOVIET STAR 1984   | NUREYEV 1977            |
| Overdose | STARBOROUGH 1994 | SOVIET STAR 1984   | VERUSCHKA 1967          |
| Overdose | STARBOROUGH 1994 | FLAMENCO WAVE 1986 | DESERT WINE 1980        |
| Overdose | STARBOROUGH 1994 | FLAMENCO WAVE 1986 | ARMADA WAY 1976         |
| Overdose | OUR POPPET 1997  | WARNING 1985       | KNOWN FACT 1977         |
| Overdose | OUR POPPET 1997  | WARNING 1985       | SLIGHTLY DANGEROUS 1979 |
| Overdose | OUR POPPET 1997  | UPEND 1985         | MAIN REEF 1976          |
| Overdose | OUR POPPET 1997  | UPEND 1985         | GAY CHARLOTTE 1971      |

### Tulajdonosai
Overdose tulajdonosa 2006 novemberétől 2009. április 30-ig Mikóczy Zoltán volt, azonban 2009. május 1-jétől a ló egy szindikátus tulajdonába került, melynek tagjai: Mikóczy Zoltán, Czucz István és Mario Hoffmann szlovák állampolgárok voltak. A megállapodás a versenyló esetleges jövőbeli értékesítésének feltételeit rögzítette, melyben Czucz István és Mario Hoffmann opciós jogot szerzett. Ez a megállapodás nemcsak a ló életkörülményeinek javítását hívatott volt biztosítani, hanem a megemelkedett költségű Group 1-es kategóriájú versenyekben való részvételt is. A megállapodás része volt továbbá, hogy Overdose-t ezután is Ribárszki Sándor idomítja a Dunakeszi-Alagi Tréningközpontban, vagyis továbbra is magyar színekben fog versenyezni.
2009. december 14-én a szindikátus tagjai kiértékelték tevékenységüket és felbontották az egyezséget. 2010. január 19-én nyilvánosságra hozták a tényt, miszerint Mikóczy Zoltán ismét Overdose egyedüli tulajdonosa.
2010. március 12-én ismét változás történt Overdose tulajdonjogát illetően. A 2010 januárjában alakult OVERDOSE Vagyonkezelő Kft. egyetlen vagyona az alapításkor az 1,5 milliárd forintra értékelt versenyló volt. Ennek a társaságnak a tulajdonrészéből vásárolt az öt cégből álló befektetői csoport. Mikóczy Zoltán tulajdonrésze 50%-ra csökkent, a másik 50% jogán az öt új társtulajdonos osztozott, 10–10%-ban. Az új tulajdonosok olyan nagy magyar cégek lettek, amelyek fontosnak tartották, hogy a ló magyar kezekben legyen a lóversenyzés jövőjének fejlődése érdekében. Az öt új tulajdonos cég és képviselői: Járai Zsigmond, a CIG Pannónia Életbiztosító Zrt. felügyelőbizottságának elnöke, Demján Sándor, az Euroinvest Zrt. alapítója, Németh Miklós, a Közgép Zrt. elnök-vezérigazgatója, Hernádi Zsolt, a MOL Nyrt. elnök-vezérigazgatója, és Wolf László, az OTP Bank Nyrt. vezérigazgató-helyettese voltak. A ló 50%-os tulajdonjogát az érintett cégek kétszáz millió forintért vásárolták meg.

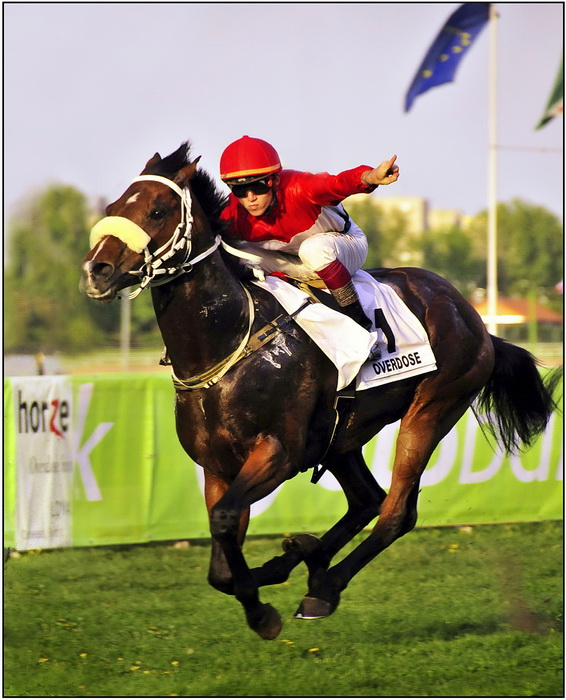
Overdose Christophe Soumillonnal a hátán

### Trénerei
Overdose első idomárja 2010-ig Ribárszki Sándor volt, aki Alagon a külföldi sprinterek trénereként dolgozott. 2010-ben azonban Ribárszki Németországban kívánta folytatni pályafutását, ezért a ló további edzését és felkészítését egy új hazai trénerre akarták bízni. Mikóczy Zoltán azonban úgy döntött, hogy a 2010-es év első két hónapját Hoppegartenben töltse a ló, Ribárszki Sándor felügyelete és Budinszky Barbara kezei alatt, hogy a megszokott csapat készíthesse fel az új versenyszezonra. Overdose továbbra is magyar színekben versenyzett, felkészítését a Nemzeti Lóverseny Kft. támogatta. Overdose a berlini hoppegarteni versenypályán készült az új évadra, s húsvétkor a szezonnyitón bemutatották a német lóversenyszerető közönségnek.
2010. május 10-én a lovat ismét Magyarországra, Alagra hozták, ahol már Ribárszki Sándor helyett a Miko Racing trénere, Josef Rosival folytatta a felkészítését idei első nagy futamára, a Royal Ascotra. A versenyekre való felkészítés a terv szerint zajlott, ám Dózi sem a Royal Ascoton, sem a 88. Magyar Derbyn nem szerepelt, hogy biztonságosan versenyezhessen betegsége után. A nagy visszatérés a nápolyi versenyre volt időzítve, de végül a Szlovák Derby mellett döntöttek, amit 2010. július 18-án rendeztek meg.
A versenyló 13. győzelme Pozsonyban nemcsak Josef Rosival felkészítő munkájának volt köszönhető, hanem Ribárszki Sándor érdeme is, hiszen Overdose az ő szakmai irányítása alatt vált világhírűvé.

### Lovasai
- 2007 – Martin Srnec,[37] Zdenko Smida, Piotr Krowicki.[38]
- 2008 – Piotr Krowicki,[39] Andreas Suborics.[40][41]
- 2009 – Christophe Soumillon.[42]
- 2010 – Gary Hind, 2004-ben Dubai bajnoka.[43]
- 2011 – Andreas Suborics, háromszoros német bajnok zsoké,

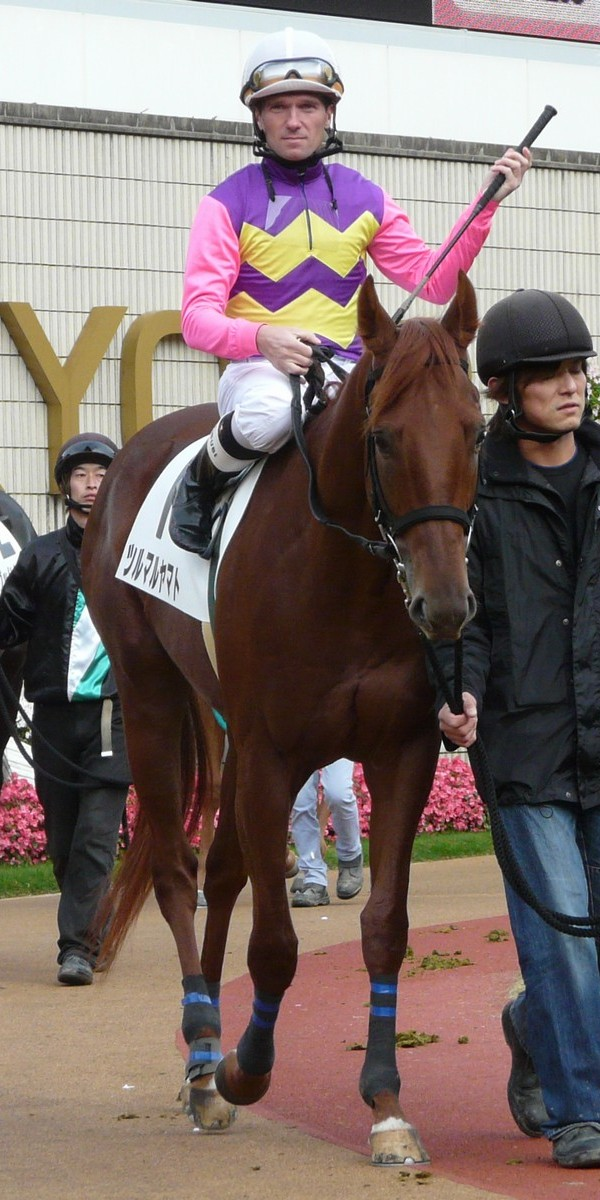
Andreas Suborics

Lovasait, a tulajdonos Mikóczy Zoltán választotta ki. Első két és a negyedik versenyén az 58 kilogrammos, szlovák nemzetiségű Martin Srnec lovagolta, a harmadikon Piotr Krowickit vitte a nyergében. Kétéves futamait a cseh Zdenko Smidával fejezte be. A 2008-as szezon első felében a lengyel Piotr Krowicki ült a hátán három versenyen, majd az osztrák Andreas Suborics. Az OTP–Hungária Nagydíjon a világhírű Christophe Soumillon ült a nyergében, aki az egész 2009-es szezonra leszerződött a Miko-istállóval. Overdose pozsonyi visszatéréséhez először Jaroslav Líneket választották, de végül Gary Hind lovagolta. Gary Hind nyerte a 86. Magyar Derbyt Mikóczy Sunny Sam nevű lovával, a háromévesek legnagyobb versenyében 2400 m-en 2:26,1 volt a győztes ideje.

## Eredményei

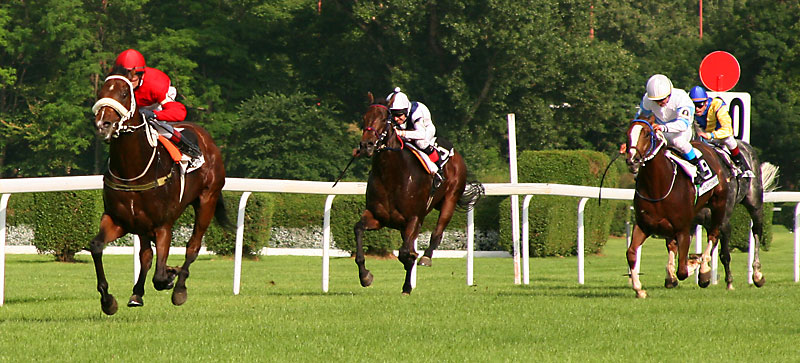
A 2008-as pozsonyi verseny

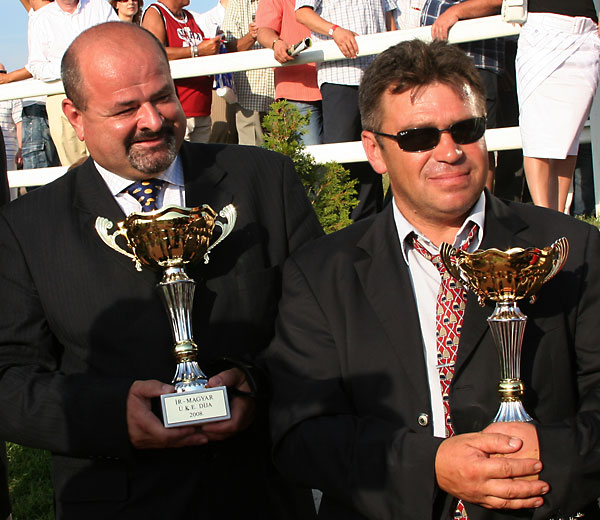
Mikóczy Zoltán és Ribárszky Sándor 2008

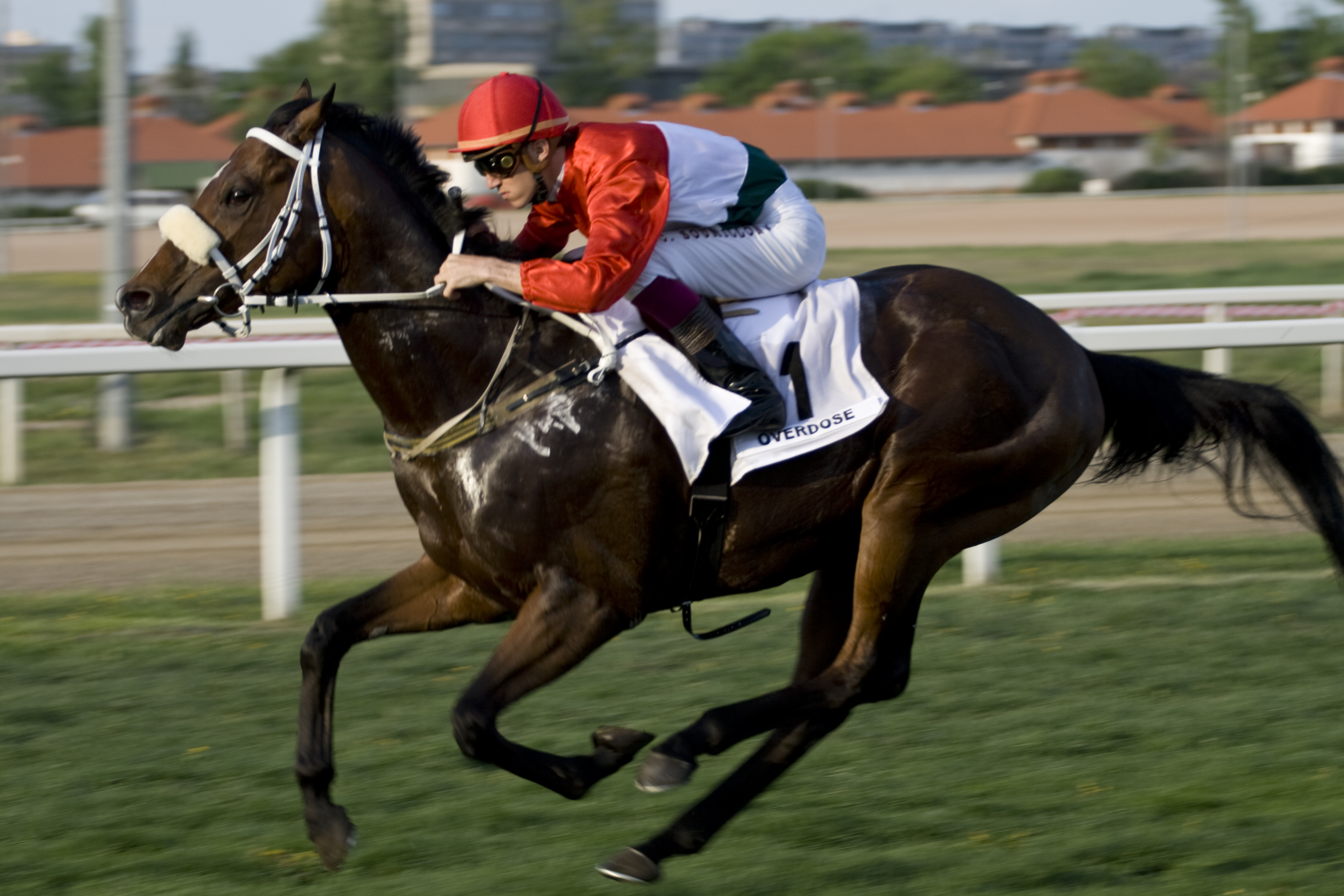
Overdose 12. győzelme

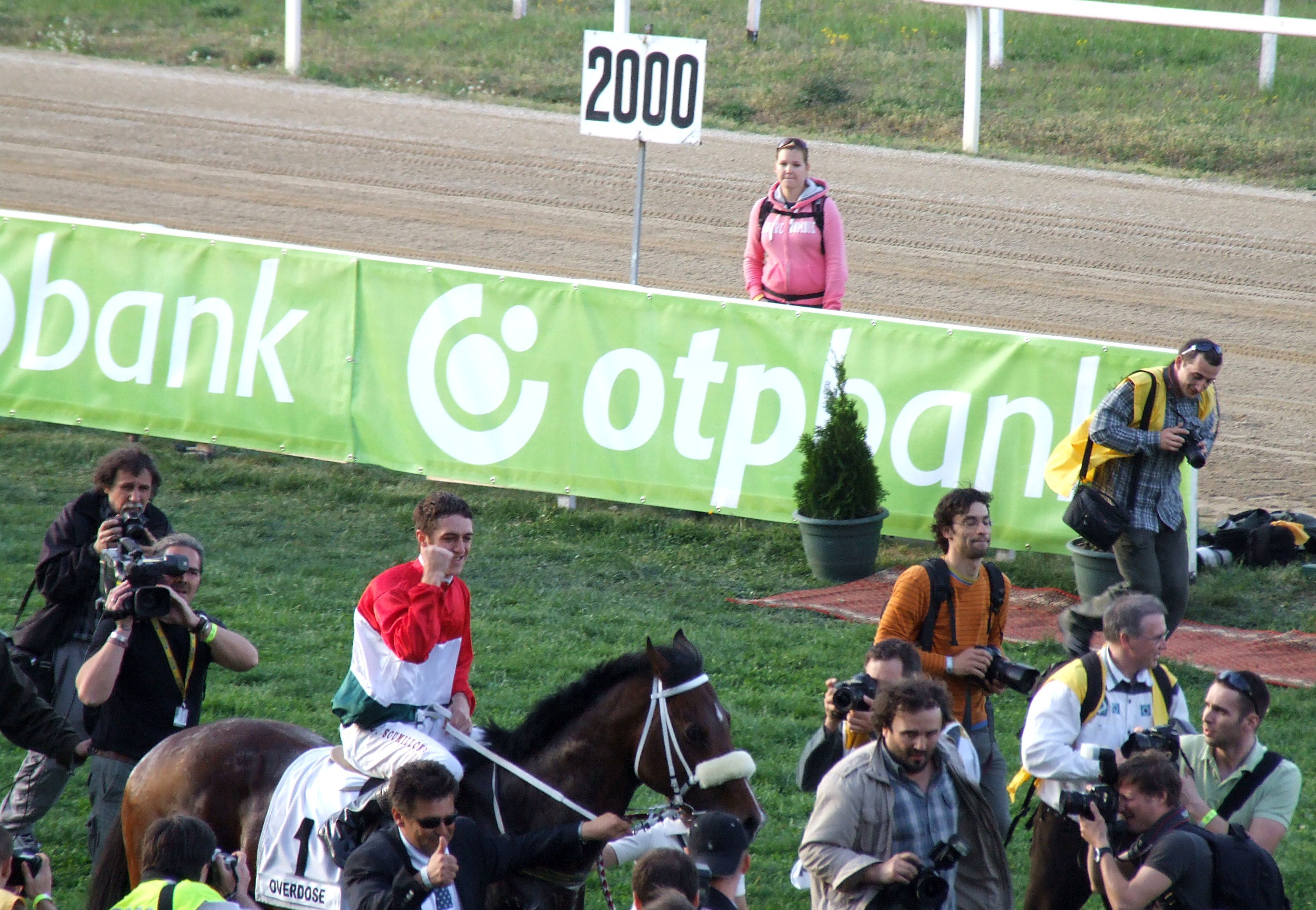
Overdose a 12. győzelem után

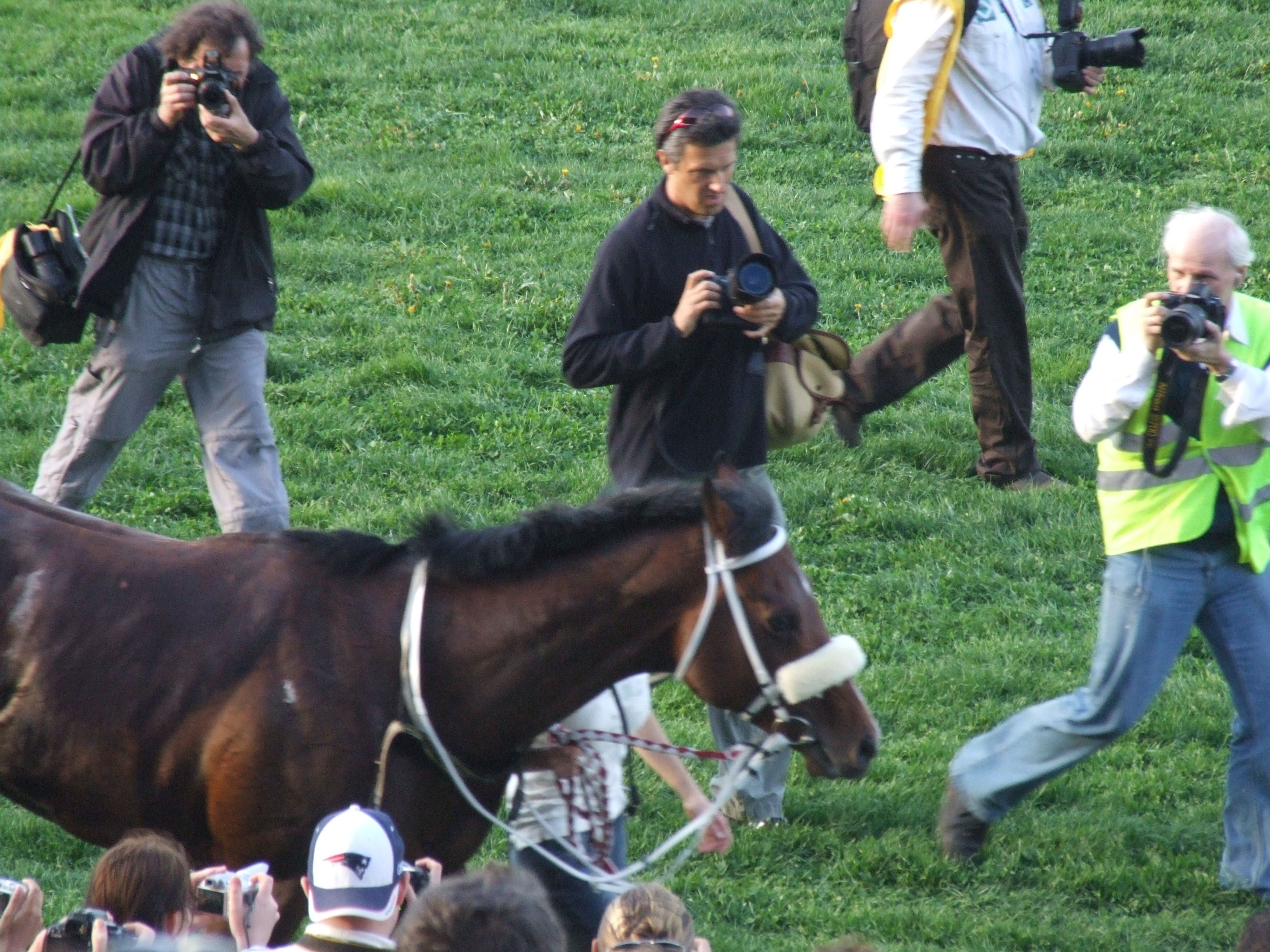
Burger Barna Dózit fotózza 2009. április 19-én

### 2007
- 2007. június 2. Nyeretlen Kétévesek Versenye, 1000 m, Budapest, lovasa: Martin Srnec. Eredmény: 0:58,0-del, 18 hosszal győzött.
- 2007. július 22. Cena OTP Banky (Cena Muscatita) I.kat. 1200 m, Pozsony, lovasa: Martin Srnec. Eredmény: 1:12,02-dal, 6 hosszal győzött.
- 2007. szeptember 9. Graf Nikolaus Esterhazy Memorial Listed 1200 m, Freudenau, Ausztria, lovasa: Piotr Krowicki. 13 hosszal győzött.
- 2007. szeptember 30. Szent László-díj,[46] Kétévesek versenye (korábban kétévesek nagydíja) Gd.-2, 1400 m . Kincsem Park, lovagolta Martin Srnec. 16 hosszal győzött.
- 2007. október 21. Central Europen Challenge Cup Futurity Gd.-1, 1300 m, Ebreichsdorf, Ausztria, lovasa Zdenko Smida. 6 hosszal győzött.

Összesített eredmény a 2007-es évre: 5 start – 5 győzelem, pályarekord a Kincsem Parkban, versenyrekord Szlovákiában és Magyarországon, ranglistavezető kétéves.

### 2008
- 2008. április 6. Preis vom Marchfeld 1100 m, Ebreichsdorf, Ausztria, lovasa: Piotr Krowicki. Hat hosszal győzött.
- 2008. május 18. Lanson-Cup Listed 1200 m, Baden-Baden, Németország, lovasa: Piotr Krowicki. Kilenc hosszal győzött.
- 2008. június 1. Cena Ministerstva podohopodárstva Slovenskej Gd-3. 1200 m, Pozsony, lovasa: Piotr Krowicki. Eredmény: 1:10,09-dal, nyolc hosszal győzött. Eredménylista:[47]
- 2008. július 5. LOTTO-Hamburg-Trophy[48] Gr.III., 1200 m, Hamburg, Németország, lovasa: Andreas Suborics. 11/2 hosszal győzött.
- 2008. augusztus 31. 138. Goldene Peitsche Gr.II.,[49] 1200 m, Baden-Baden, Németország, lovasa: Andreas Suborics. A verseny Európa legpatinásabb sprintversenye, kb. 17 millió forint összdíjazású. Eredmény: 1:08,21, Overdose két és fél hosszal nyert 14 000 néző előtt, a versenyen hároméves, vagy annál idősebb lovak indulhattak csak. Eredménylista:[50]
- 2008. október 5. Prix L'Abbaye Gr.I., 1000 m, Párizs, Franciaország. Ezen a versenyen érvénytelenítették a futamot. Lovasa Andreas Suborics volt.[51] 54,2-del pályarekord lett volna érvényes futam esetén.
- 2008. november 16. Premio Carlo & Francesco Aloisi, Group III., 1200 m, Róma, lovasa Andreas Suborics volt. Tíz hosszal győzött.

Összesített eredmények a 2008-as évre: 6 start – 6 győzelem, az érvénytelen párizsi verseny nélkül. 123-as Racing Post forma, 126-os szám a Timeform magazintól.

### 2009
- 2009. április 19. OTP – Hungária Nagydíj, 1000 m, Budapest, lovasa: Christophe Soumillon, 54,6 másodperces pályarekorddal 8 hossz előnnyel győzött.[52][53]
- Royal Ascot, 2009. június 16–20. A lóversenyvilág csúcseseménye: King's Stand Stakes Gr. I., 1000 m), Golden Jubelee 1200 m mely Európa legnagyobb összdíjazású sprintversenye, a díj 450 ezer font. Overdose betegsége miatt törölve.
- July Cup, Newmarket. 2009. július.[54] Overdose betegsége miatt törölve.
- Augusztus 30., Baden-Baden,[55] Goldene Peitsche Gr. II. 1000 m. Overdose betegsége miatt törölve.
- Október 4. Longchamp (Párizs) – Prix de l'Abbaye vagy Nakajama (Japán) – Sprinters Stakes. Overdose betegsége miatt törölve.
- November 6. Melbourne (vagy Kalifornia)[56] Santa Anita (Kalifornia) – Breeders Cup vagy Flemington Park (Melbourne) – P. Farm Classic. Overdose betegsége miatt törölve.
- December 13., Sha Tin (Hongkong) – Hong Kong Sprint.[57] Overdose betegsége miatt törölve.

2009-ben betegsége miatt csak egy versenyen vett részt, amit megnyert.

### 2010
- 2010. január 15. – március 31., három verseny Dubaiban.[58] Overdose betegsége miatt törölve.
- 2010. június 15. – 19. Royal Ascot,[59][60][61] Overdose betegsége miatt törölve.
- 2010. július 18., 17:00. Ceny Mysa, Pozsony, 1000 m, zsoké: Jaroslav Línek helyett Gary Hind, Dubai bajnoka.[62][63][64] Idő: 1:00,77, nagy hajrában fél hosszal győzött.
- 2010. augusztus 15., Bestens-Pannónia Életbiztosító Díj, Budapest, Kincsem Park, X. futam, 1000 m, lovasa: Gary Hind.[65][66] A futamot Overdose 56,4-del és 10 hosszal megnyerte.
- 2010. augusztus 29., 140. Goldene Peitsche, (Arany ostor), Gr.II. 1200 m, Baden-Baden, lovasa: Christophe Soumillon.[67] Overdose a versenyben elvesztette veretlenségét, a hetedik helyen végzett. A futamban Soumillon megsérült, aznapi második futamát lemondta.[68]

### 2011
- 2011. április 17. – Németország, Hoppegarten, 1000 m, lovasa: Andreas Suborics.[69][70] Overdose a versenyen 0:54:1-es pályacsúccsal győzött,[71] a Filip Marik lovagolta Shot To Noth előtt ért célba, megelőzve a 7. helyről induló Sapphire-t is.[72][73]

Egyes vélemények szerint a pályarekord ideje pontatlan volt, amit a pálya igazgatója, Gerhard Schöningh hitelesített, 0:54,1-del. Egy nap múlva a Német Galoppdirektórium módosította az időt, miután felülvizsgálta az időmérést, és így a hivatalos eredmény 0:54,1 helyett 0:57,1 lett, ami viszont még így is pályacsúcs.
- Temple Stakes, Haydock Park, 2011. május 21., Liverpool-Manchester, Gr. II., 1000 m, Overdose a 7. helyen végzett Andreas Suboriccsal a nyergében.[76]
- Royal Ascot, 2011. június 14–18. A lóversenyvilág csúcseseménye: King's Stand Stakes Gr. I., 1000 m,[77] Overdose a 15-ös boxból rajtolva a negyedik helyen végzett Prohibit, az ausztrál Star Witness és a dél-afrikai tenyésztésű, hongkongi tréningből futó Sweet Sanette mögött, mindössze egy egész és egy nyakhosszra a nyerőtől. A vezető négyes elszakadt a mezőnytől, az Overdose után következő ötödik már 2 1/4 hosszas hátrányban volt tőle. A versenyt még keményebb talajon futották, mint az ezt megelőző Haydock Park-i versenyt, az várt eső csak két nappal később érkezett, szakmabeliek egybehangzó véleménye szerint puhább talajon Overdose előrébb végezhetett volna. Ez a verseny bizonyította elsőként, mióta visszatért 15 hónapos sérüléséből, hogy ismét felért a világ legjobb sprinterei közé.[78][79]
- 2011. november 13. – Ippodromo delle Capannelle, Róma, PREMIO CARLO E FRANCESCO ALOISI, Group III. 1200 méter (88.000 EUR összdíjazású verseny) Lovasa: Lanfranco (Frankie) Dettori. A versenyt Overdose félhosszal 1:08,40-dal megnyeri, alig maradva el 1 mp-el a pályacsúcstól.[80][81]

### Kitüntetések
- Magyar Olimpiai Bizottság Fair Play különdíja[82] Overdose stábjának, 2008. december 17.
- 2008 legjobb sportolója, Figyelőnet.[83]
- Parlamenti érem,[84] 2009. április 29-én adta át Szili Katalin Overdose menedzsmentjének, Mikóczy Zoltánnak, Budinszki Barbarának és Ribárszky Sándornak Overdose segítéséért és neveléséért.

## Versenygondok

### A párizsi majdnem győzelem
Overdose remek formában állt starthoz a 250 000 euró összdíjazású versenyen. a Prix de L'Arc de Triomphe-on, 2008. október 5-én Párizsban. A verseny botrányba fulladt, mivel az egyik ajtó műszaki hiba miatt beragadt és nem nyílt ki. A pálya jobb szélén álló bíró jelzett a piros zászlóval, hogy a versenyt lefújják, de a jobb szélen futó lovak zsokéi már nem látták a jelzést, és teljes iramban végigfutották az egész távot. Néhányan útközben leálltak, mások visszafordultak. Pillanatok alatt zűrzavar alakult ki. Overdose pályarekorddal futotta le az 1000 méteres távot, hiába. A szervezők úgy döntöttek, hogy a futamok után, 18:30-kor újraindítják a versenyt, bízva abban, hogy a lovak addig erőt gyűjtenek a megismételendő versenyhez. Mikóczy Zoltán, Overdose tulajdonosa azonban a ló egészségének védelmében úgy döntött, hogy eláll a futamtól. A megismételt sprintfutamot végül a francia színekben indult Marchand d'Or nyerte másfél hosszal.

### OTP–Hungária Nagydíj
A Szezonnyitó kapcsán felmerült, hogy nem áll elegendő pénz rendelkezésre a futam megfelelő díjazására.
„Overdose csak akkor áll rajthoz, ha összejön a megfelelő összdíjazás, mert aprópénzért nem fog elindulni csak azért, hogy Magyarországon fusson.” Erre a Ribárszky Sándornak tulajdonított megjegyzésére nyilatkozta Mikóczy Zoltán, hogy Overdose az angliai Palace House Stakes-ben, 2009. május 3-án rendezendő verseny helyett, 2009. április 19-én Budapesten kezdi az évadot. A Palace House Stakes, 50 ezer font összdíjazású Gr III-as 1000 méteres futam, melyre Overdose meghívást kapott. A szervezők 7000 angol font utazási támogatást ajánlottak fel, de ezt a meghívást elutasították, hogy Overdose-t a magyar közönség láthassa, hiszen ezután már csak külföldön fog fellépni. A budapesti futamhoz viszont megfelelő szponzori támogatásra volt szükség. A Budapesten 2009. április 19-én tartott OTP–Hungária Nagydíj megrendezését az OTP szponzorálta. A szponzorálási ügy másik része 2009. március 12-én zárult le, amikor a CIG Közép-európai Biztosító elnök-vezérigazgatója, Horváth Béla bejelentette, hogy szponzorként támogatják az évben a magyar sprintert. Az összeg egy részéből Overdose biztonsági és életkörülményeit javítják. 2009. április 8-án a Horze cég képviselője és Mikóczy Zoltán hosszútávú szponzorációs szerződést írt alá Budapesten, melynek keretében Overdose a Horze cég termékeit reklámozza.
Az OTP–Hungária Nagydíj győztese Overdose lett, 52,6 másodperces pályarekorddal, nyolc hossz előnnyel végzett az élen. A versenyszervező azonban módosította Overdose vasárnapi időeredményét, így a sprinter regisztrált ideje 54,6 másodperc lett, amely azonban még mindig pályarekordnak és Európában a legjobb eredménynek számított. A korábbi rekordot szintén Overdose tartotta 58 másodperccel. A versenyt annak ellenére sikerült megnyernie, hogy az indulásnál a startgép ajtaja később nyílt ki Overdose előtt, mint a többi lónál, és így kénytelen volt a fejével kitolni azt. Lemaradása a mezőnytől körülbelül fél hossz lehetett, hátránya pedig pár tizedmásodperc. A másik probléma volt, hogy a ló futam közben elhagyta az egyik patkóját, de végül ez nem befolyásolta a nagyszerű eredményt. Mivel az előző patkolás nem volt tökéletes és a ló lába meg is sérült, ezért szilikonos alátétet kapott a patájára, amely könnyebben leválhatott. A 7 millió forint összdíjazású nagydíjon olyan hatalmas tömeg volt, amely Imperiál 1963-as versenye óta nem fordult meg a Kincsem Parkban.

### Arany Ostor
A 140. Goldene Peitsche, (Arany ostor) verseny 2010. augusztus 29-én volt Baden-Badenben, Gr.II.-es besorolású 1200 m távon. Overdose-t Christophe Soumillon lovagolta. Már a rajtnál gondok voltak, mert Dozit ketten sem tudták a rajtgépbe terelni. A 13-as boxból kellett volna indulnia, de annyira ideges lett, állítólag túl hamar vették le a fejéről a kámzsát, hogy Soumillont-t 8 perc alatt háromszor is ledobta a hátáról, aki így kisebb sérülést szenvedett. Végül nagy nehezen berakták, de rosszul rajtolt, nem volt meg a 6 hossz előny, ami végig kitarthatott volna a célig. Eleinte vezetett, majd aztán kifulladt és társai leelőzték. Overdose a versenyben elvesztette veretlenségét, a hetedik helyen végzett. A startgépnél enyhe agyrázkódást szenvedett és megsérült Soumillon, ezért aznapi második futamát lemondta. Overdose nagyon érzékeny ló volt és Mikóczy Zoltán szerint valószínűleg megérezte, hogy az a lovas ül a hátán, akivel már korábban sérülést szenvedett a Kincsem Parkban. Soumillon 2009 óta nem lovagolta Dózit, a zavarodott körülmények között ő sem tudta zsokétudását érvényre juttatni, így történt, hogy győzelem nélkül fejezték be a futamot. A körülmények miatt Overdose-t nem lett volna értelme jobban meghajtani, hiszen nem az volt a cél, hogy a lovat tönkretegyék, hanem az, hogy végigcsinálják a versenyt.

#### Hoppegarten
Az Arany Ostoron történt veresége után Overdose ismét starthoz állt Hoppegartenben 2011. április 17-én. A verseny 16:25-re volt kiírva, Overdose-nak nyolc ellenféllel kell megmérkőznie. Lovasa Andreas Suborics volt, aki már többször győzelemre vitte Dózit. Az előző versenyen a legnagyobb gondot a ló startgépbe való beállítása okozta. Dózi nem tűrte a kapucnit a fején, ezért, hogy a rajt sikeres legyen, Mikóczy Zoltán egy „ál” kaput építtetett a számára, hogy a ló gyakorolhassa a nyugodt beállást. Ugyanis a verseny eredménye szempontjából létfontosságú volt, hogy a ló nyugodtan és stresszmentesen kezdhesse a versenyt és sérülések nélkül futhasson be a célba. A vasárnapi versenyen Dózi végül a 2-es boxból indult, 59 kg súllyal a hátán és 0:57:1-es pályacsúccsal győzött. A futamon a hoppegarteni pályarekordot 0,7 másodperccel javította meg.

## Overdose betegségei

### Savós patairha-gyulladása
2009. május 10-én bejelentették, hogy Overdose nem indul a május 23-án esedékes Haydock Parki futamon, ugyanis Max Fournier, aki Overdose fájós, bal első lábát megpatkolta, a patkolás után egy tályog helyét is feltárta.
A francia patkolókovács a tályogot eltávolította, azonban ennek érdekében oly mélyen kellett behatolnia a pata szarurétegébe, hogy a ló lesántult. Mivel ilyen esetben az ellentétes végtag veszi át a terhet, a túlterhelés miatt Overdose jobb első lábán patairha-gyulladás alakult ki. A patairha-gyulladás esetén fokozatosan károsodik a pata felfüggesztő apparátusa, ami a patafal és az irharéteget összekötő, szorosan összeillesztett lemezréteget terheli leginkább. Ez az irharéteg szoros összeköttetésben van a patacsonttal is. A betegség miatt Overdose indulása a 2009. június 16. és 20. között megrendezésre kerülő Royal Ascoton meghiúsult.
A ló számára 30 centiméter vastag homokréteget alakítottak ki, hogy minél puhább talajon álljon, és a túlterhelés ne a patán jelentkezzen. Speciális patapapucsokat helyeztek a lábaira, hogy a terhelést a patákról átvigyék a lábak felsőbb részeire. Overdose gyulladáscsökkentő gyógyszereket kapott, és speciális diétával testtömege 50 kilóval csökkent.
Max Fournier francia patkolókovács június 3-án egy speciális patkót ragasztott Overdose lábára. Ribárszky Sándor legutóbbi nyilatkozatában elmondta, hogy az augusztusi baden-badeni verseny előtt a ló nem áll rajthoz. Dózi már két futamot kihagyott, de állapota javult és rövid sétákra elhagyhatja a boxát, amelyet testőrök vigyáznak. A lovat polarizált fényterápiával is kezelték, ami a csontokat és a szöveteket is erősíti. A gyógyulás viszont lassúbb volt, mint várták, s Mikóczy Zoltán hivatalosan bejelentette, hogy Overdose a July Cupon sem indul, legkorábban augusztusban vagy szeptemberben állhat rajthoz. Overdose a július hónapot Nantes-ban töltötte Max Fournier mesterkovács és Henri-Alex Pantal felügyelete alatt, aki Franciaország tíz legjobb trénere közé tartozik. Állapota biztató, de végső döntés a következő verseny időpontjáról még ekkor sem volt.
2009. július 13-án Mikóczy Zoltán, Overdose egyik tulajdonosa bejelentette, hogy Dózi és munkalovasa, Budinszky Barbara egy kamionnal az angliai Pulboroughba utaznak, hogy Overdose a 2009. évi lehetséges versenyhelyszínek közelében lehessen.
A lovat Ladislav Kubista fogja felügyelni, aki korábban többszörös sampion idomár volt Szlovákiában.
Overdose hosszadalmas lábadozása a patairha-gyulladásból különböző rémhírekre adott okot. Elterjedt, hogy a ló tüdőgyulladást kapott, és járni sem tud. A híreket Mikóczy Zoltán és Ribárszky Sándor is egyaránt megcáfolta. Bár a hír tévesnek bizonyult, augusztusban sem javult tovább a ló állapota, a franciaországi kezelések eredménytelennek bizonyultak, ezért a versenyló Angliában gyógyult tovább. A patacsont elferdülése ellen mellső lábaira gyógypagkót kapott, és továbbra is kímélő életmódot folytatott. Az orvosi előrejelzések szerint csak a jövő tavaszi idényben állhat rajthoz. Ezt a hírt októberben Mikóczy Zoltán is megerősítette azzal, hogy a rehabilitáció jól halad, és Overdose új patkókat kapva a lábára, 2009. október 14-én befejezi boxpihenőjét.
A lovat Angliába dr. Szmodits Zsolt állatorvos is elkísérte, akinek segítségével felkészült magyarországi hazaszállítására. A ló 2009. november 6-án Alagra érkezett, rehabilitációja Magyarországon folytatódott, állapotában javulás állt be, de versenyezni csak a következő szezonban tud. A lovat egy ideig ismeretlen helyen tartották testőrök védelme alatt. 2009. december 8-án az alagi tréningpályán újra bemutatták az újságíróknak a még mindig lábadozó Overdose-t. 2009. december 5-én Alagon Mikóczy Zoltán újságírók jelenlétében köszöntötte születésnapja alkalmából Overdose állandó munkalovasát Budinszki Barbarát, hogy megköszönje neki azt, hogy az elmúlt hónapok minden percét Overdose-al töltötte.

## A nagy visszatérés

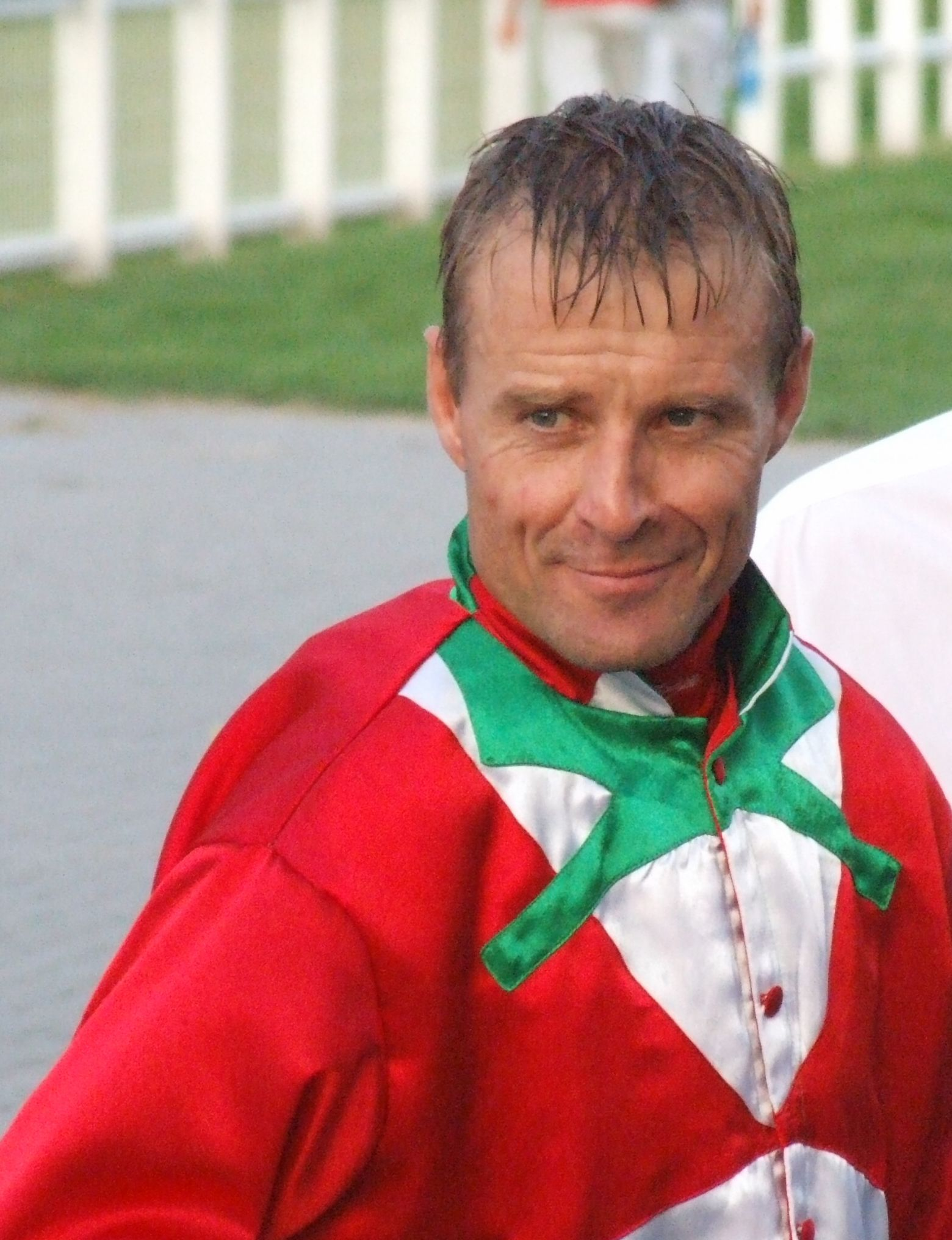
Gery Hind

2010. július 18-án Pozsonyban, a Szlovák Derby napon, a „VI. Cena RZB Group – Ceny Mysa” elnevezésű 10 000 eurós összdíjazású, 1000 méteres betétfutamát Overdose, nyergében Gary Hind zsokéval, 1:00,77-dal nyerte, ami még mindig elég volt a győzelemhez, és így Overdose megőrizte veretlenségét. Az ötéves pej mén, a több mint egy éven át tartó rehabilitáció után, mintegy fél lóhosszal nyert az 1000 méteres távon, újabb sikerével pedig 13 futamot követően sem talált legyőzőre. A kritikusok szerint Overdose még nem a régi formáját mutatta, de a győzelem azt is bizonyítja, hogy képes a megújulásra. A verseny videója: A bratislavai futam eredménye:

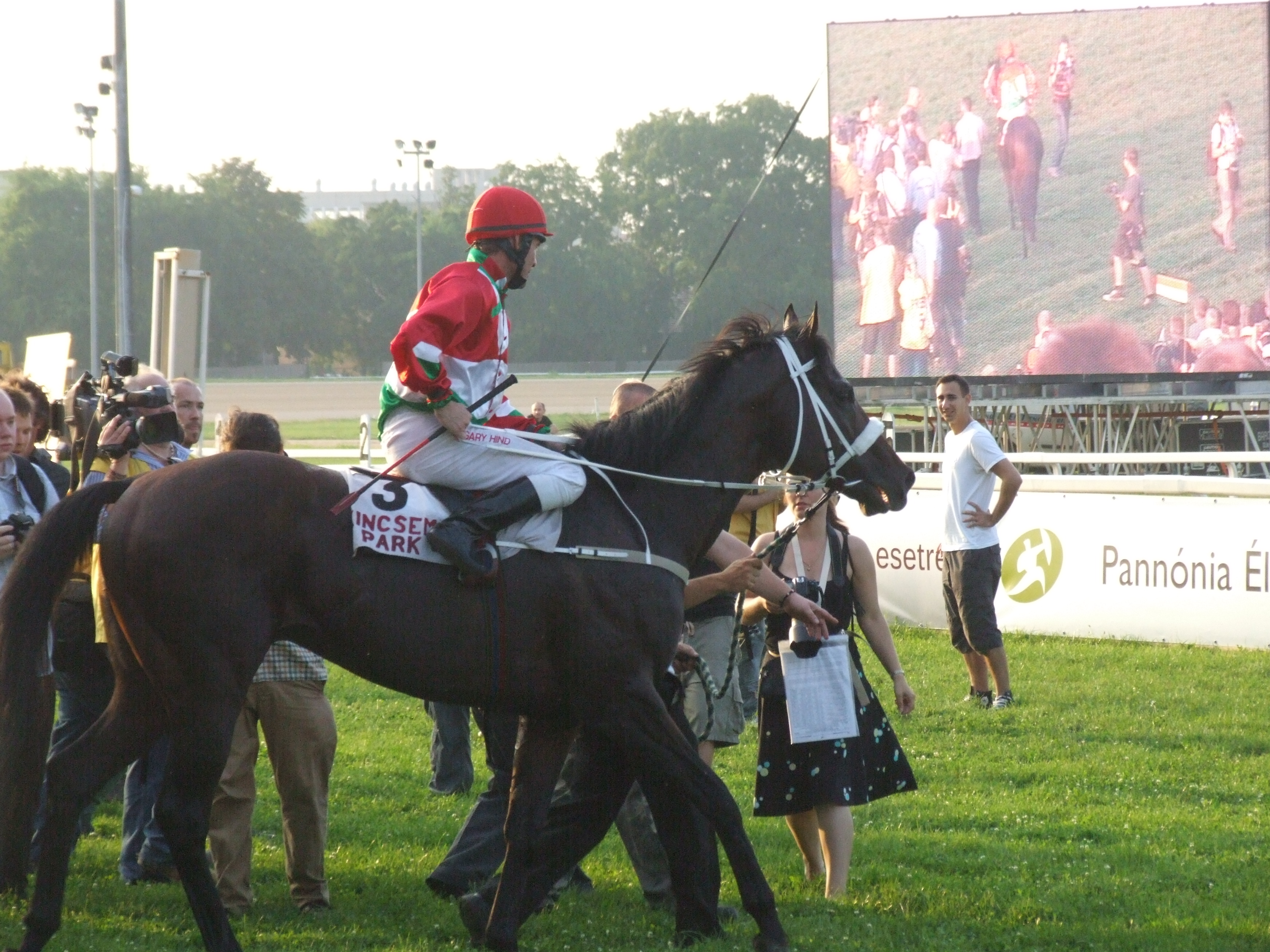
Budapest
2010. augusztus 15.

A verseny után Mikóczy Zoltán, az OVERDOSE Vagyonkezelő Kft. egyik tulajdonosa, aki felvidéki magyar, azt nyilatkozta, hogy nincs annál nagyobb öröme, mint amikor Pozsonyban, a szlovák fővárosban hallgathatja a magyar himnuszt.
A szenzációs győzelmes visszatérés után Gary Hind zsoké elismerően és optimistán nyilatkozott a ló teljesítményéről a tekintélyes angol Racing Postnak: „Megtettük, amit kellett, és az eredmény kielégítő. A cél az volt, hogy a mezőny élére álljunk, és semmit se bonyolítsunk túl. A kanyarban jól futott, de abból kijőve éreztem, hogy kissé fárad, ami a hosszú kihagyás után érthető is volt. Remélem, hogy a következő versenyen is jól fut majd. Mindenképpen van mire építenünk. A legfontosabb, hogy Overdose épen és egészségesen térhetett vissza.” 2010. augusztus 15-én Budapesten Christophe Soumillon szerette volna lovagolni, ám a zsoké éves szerződése miatt erre nem volt mód. A Bestens–Pannónia Életbiztosító Díj futamán Overdose-t Gary Hind lovagolta. A versenyló a futamon régi formáját mutatva 56,4-del és 10 hosszal győzött. Bár a verseny alatt ismételten elhagyta egyik patkóját, azonban ez sem befolyásolta abban, hogy elsőként fusson célba. Mikóczy Zoltán véleménye szerint, most már bátran elindítható Baden-Badenben, mert nagy esélye van a következő győzelemre is. Overdose 2010. augusztus 26-án Baden-Badenbe érkezett, a versenyt élőben közvetítették a Sport M tévécsatornán. A csodaló a tizenötödik versenyén elvesztette veretlenségét, miután a hetedik helyen ért célba Baden-Badenben, a 140. Goldene Peitsche (Arany ostor) elnevezésű, 70 ezer euró összdíjazású viadalon.

## Jótékonyság
A Magyar Lovasterápia Alapítvány támogatására 2009. április 29-én Overdose patkói árverésre kerültek. Overdose ezekkel a patkókkal készült fel a 2009-es versenyszezonra Alagon. A patkók speciális alumíniumból készültek, rendkívül könnyűek, az ilyen típusú patkók segítik a magyar csodalovat képességei kifejtésében. A pénzt egy Robika nevű ló fenntartására kívánják felhasználni, aki a fogyatékos sportlovaglás egyik segítője. Elárverezték még Christophe Soumillon versenyszemüvegét és versenydresszét, amiben a belga zsoké április 19-én lovagolt, és a futamon dedikált. A dressz a Mikóczy Zoltán-istálló színeiben (piros-fehér-zöld) pompázik. Bernhardt Mária, magyar lófestő egyik Overdose-ról készült olajfestményéről készített olajlenyomatát ajánlotta fel a jótékonysági árverésre.

## Érdekességek

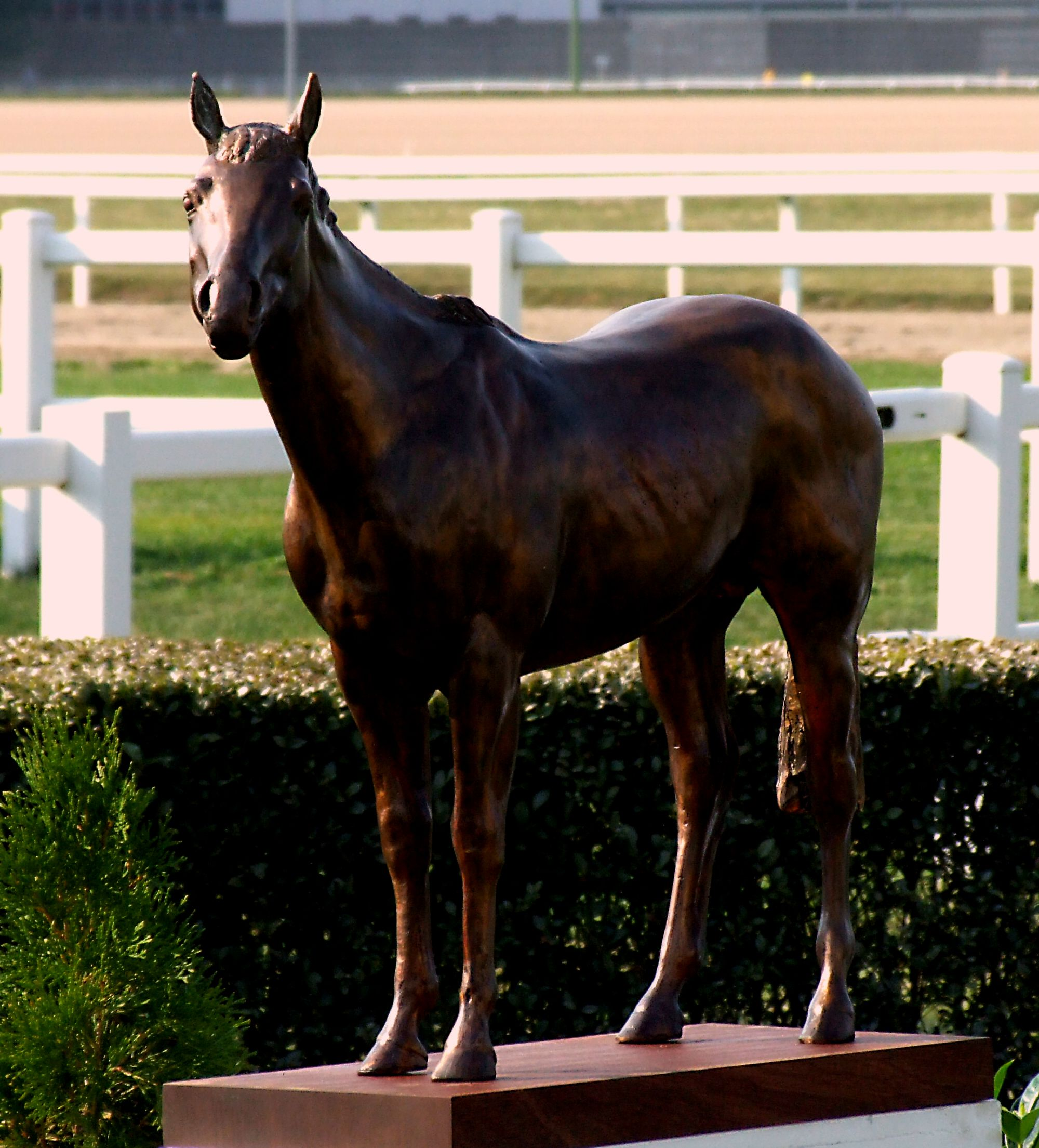
Overdose szobra Engler András alkotása

Overdose munkalovasa Budinszki Barbara, akinek első találkozásra nem volt szimpatikus a ló, azután annyira megszerette, hogy le is rajzolta. Ez a kép függ Overdose istállójának ajtaján. Ribárszki Sándor, a ló idomárja szerint „Overdose nem szép ló, amolyan »rút kiskacsa«, furcsa mozgása van, csámpás, a kanyar a gyengéje. Overdose marmagassága 163 centiméter, tömege 400 kilogramm körül van, ami időszakonként változik. A patkóméret elöl 27-es, hátul 28-as, speciális alumínium patkók, amik megkönnyítik a ló számára a futást. Legnagyobb versenysebessége 70 km/h. Ha őt utaztatják, érzi és élvezi a sebességet, a lószállítóban a menetirány szerint helyezkedik el. 120–130-as tempóban szeret utazni, ha ennél lassabban mennek, nyugtalan. Izzadós, az istállóban fekve alszik. Napi takarmányigénye 7–8 kilogramm forrázott zab és kevert táp, alma, körte, táplálékkiegészítők, vitaminok. Régebben a répa volt a kedvence, ma már az almát szereti jobban. Zsokéja minden versenyét piros-fehér-zöld dresszben futja.
Kepes András játék-dokumentum filmet készített a lóról. Farkasházy Tivadar Overdose a veretlen 11 könyvbemutatója idején már zajlottak a forgatások Párizsban. Kepes András 50 perces tv-filmjét, a Különös történetek első részeként, 2009. március 10-én vetítették.
Overdose a festőművészeket is megihlette. Már többen készítettek róla képeket, Bernhardt Mária, aki Overdose apját Starborough-t is megörökítette, Rovó Edina, Koncz Csaba, Duszai Tibor.
A ló új tulajdonosváltása kapcsán Demján Sándor felajánlotta Hernádi Zsoltnak, hogy eladja a MOL-nak négyszerese áron a részesedését, ha a lovat átkeresztelik Molverdose-ra.
Overdose utazásaihoz különleges járművet használnak. A magyar Lehel Coachbuilder Kft. egy DAF LF fülke alvázából, 220 lóerős motorral és hatfokozatú automatizált sebességváltóval ellátott luxus lószállítót készített.
Overdose szerencseszámai a 7-es és a 13-as, Baden-Badenben is 7-essel indult a 13-as boxból. Azonban ez a futam nem hozott neki szerencsét. Az 1200 méteres verseny rajtja előtt csak nehezen tudták a rajtgépbe vezetni, ahol a starterek nem használtak a beállításánál kapucnit, többször kitört, két lábra ágaskodott, háromszor is ledobta lovasát, s végül csak több ember segítségével lehetett a helyére betolni. A verseny után Budinszki Barbara – az évek óta a versenyló közvetlen közelében élő munkalovas – a következőket nyilatkozta: „Még mielőtt feltették a lószállítóra, megmondtam, hogy nem szabad kivinni, mert nem lesz benne az első ötben. Próbáltam a tudtukra adni, hogy nem értünk egyet, de végül úgyis az történik, amit az idomár meg a tulajdonos akar. Én csak lovas vagyok.”

## A visszavonulás
A tulajdonosok döntése értelmében „Dózi” befejezte versenyzői pályafutását, Németországba kerül fedezőménnek. 2013. szeptember 1-jén búcsúzott a Kincsem Park szép számú nézőjétől. A tervekkel ellentétben nem tudott rajthoz állni a Kozma Ferenc emlékversenyen. Egy elit kategóriás versenyen bemutatkozott viszont „kisöccse”, Opium Bullet.

## A csodaló pusztulása
2014-ben a Magyarországon fellelhető legjobb kancákat fedeztették vele. 2015 májusában Farkasházy Tivadar Overdose krónikása (Overdose – A veretlen 11), egy budapesti sajtóbeszélgetésen kifejtette, hogy nem szabad elvenni Overdose-tól egy nemzetközileg sikeres fedezőméni karrier lehetőséget, ezt Imperiál példája is bizonyítja, hiszen ő is csak a magyar átlag alatti kancákat fedezhette és nem született méltó utóda. A fedezőmén, 2015 februárjában ideális körülmények közé került Németországba, a Hamburghoz közeli lindenhofi telivérménesbe.
2015. július 1-én kólikában, hasi katasztrófa következtében egy németországi tenyésztelepen, a Hamburg melletti ménesben, Vollblutgestüt Lindenhofban pusztult el.
A lovak kólikájának leggyakoribb okai: meghülés hideg, nedves időjáráskor, vagy tulhideg takarmány evése vagy ilyen ivása folytán; megzabálás tulsok takarmány felvétele következtében, különösen ha ez utóbbi nem is jó minőségü; sok gáz fejlődése a gyomorban és a belekben, könnyen erjedő takarmány etetése után; a bél valamely részletének elzáródása pangó bélsár, bélkő, bélcsavarodás, bélbetüremlés, daganatok, bélférgek stb. következtében; a bélmozgás megszünése a Sclerostomum armatum álcái által okozott éreltömülés következtében és az ebből kifejlődő bélsárpangás…

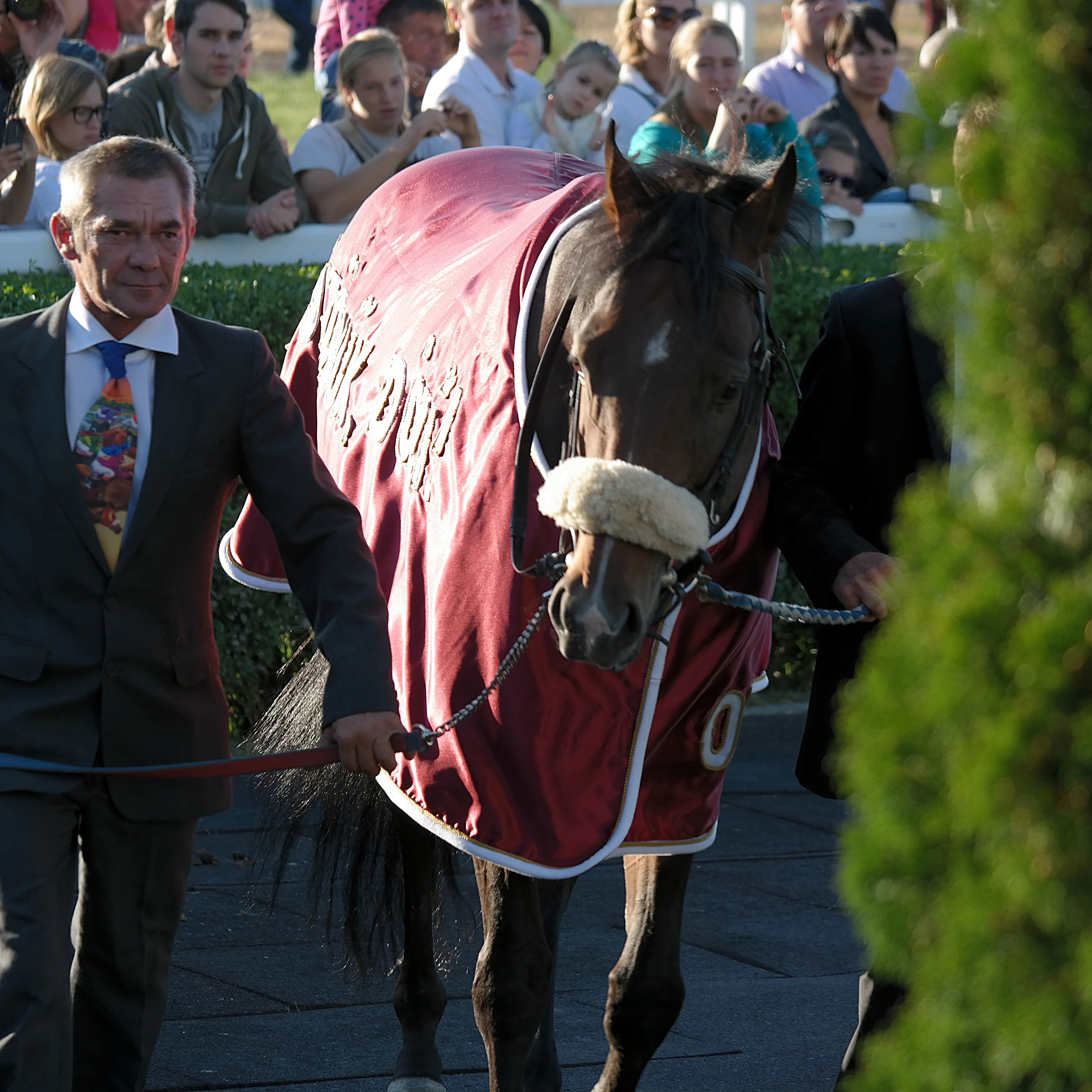
Overdose búcsúja
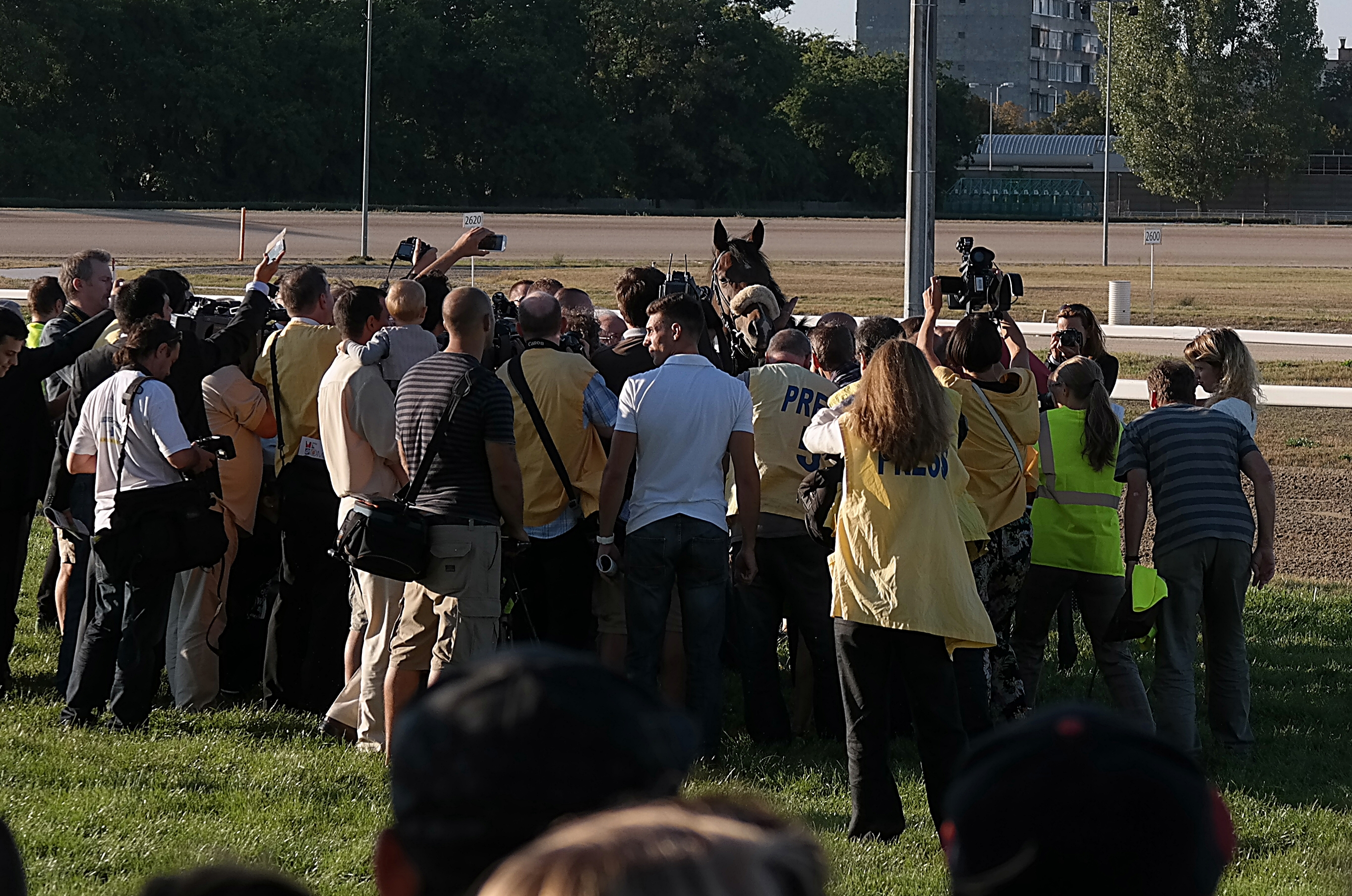
Overdose a fotósok gyűrűjében
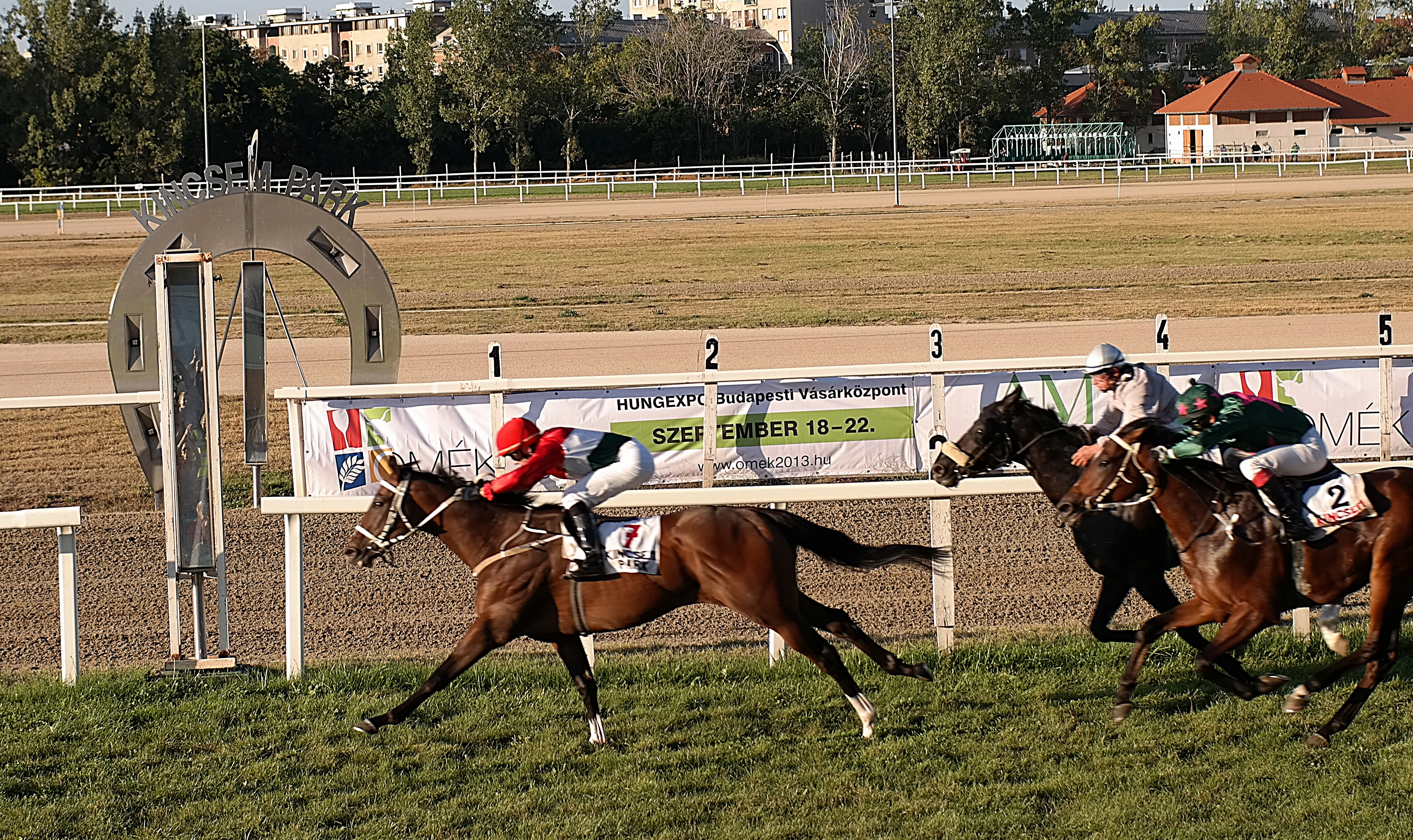
Opium Bullet első versenyén
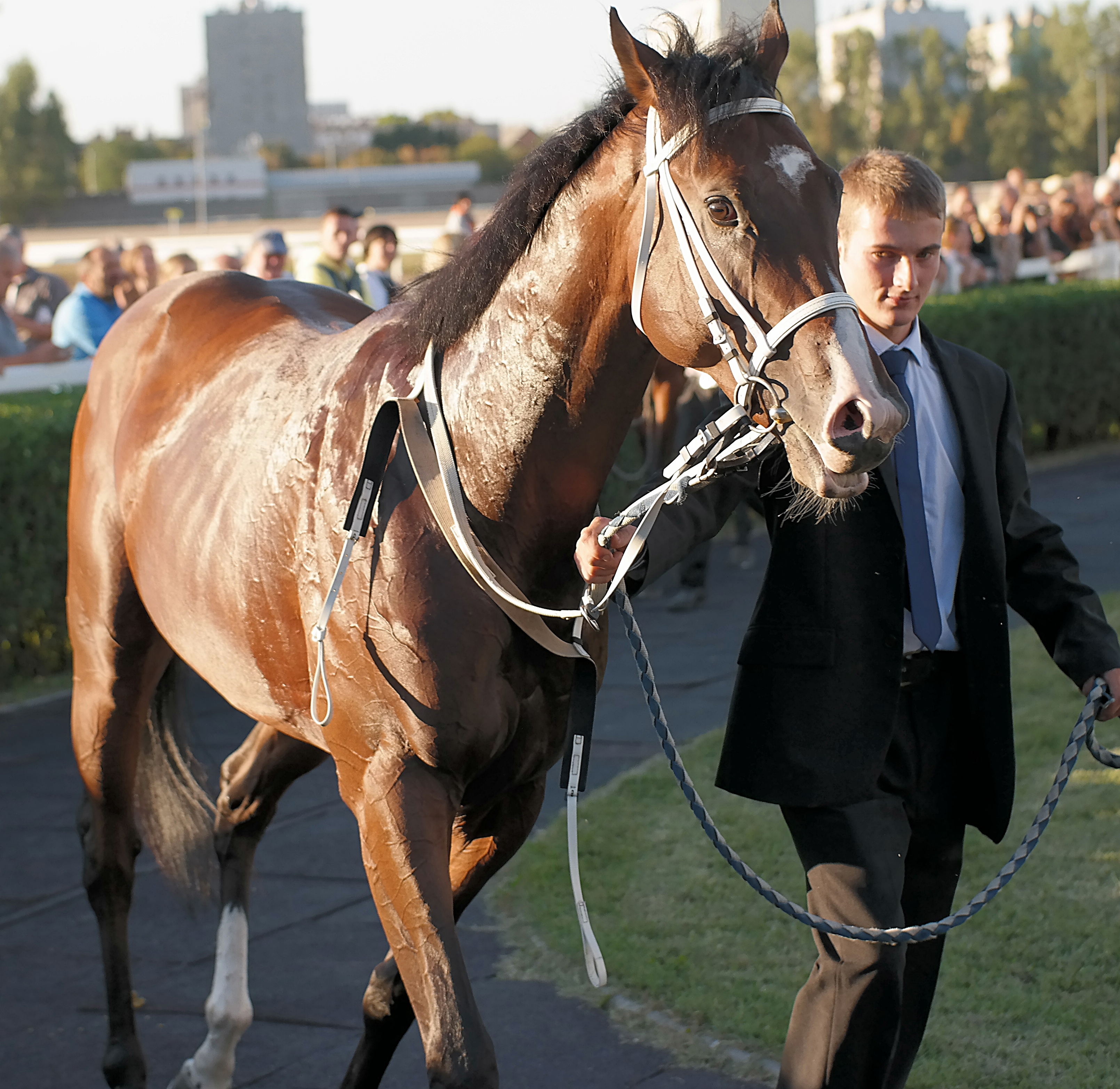
Opium Bullett Overdose kisöccse

## Emlékezete
Még életében – 2014-ben – rendezték meg első alkalommal azt az ezer méteres sprintfutamot, melynek díját róla nevezték el. Az Overdose-díjat – a tervek szerint – a galoppszezon egyik legrangosabb versenynapján, szeptember első hétvégéjén rendezik meg. Az elpusztult ló emlékére 2015-től három éven keresztül az a newmarketi Tattersals telivér-árverőház is támogatja a díjat, ahol Overdose tulajdonosa 2006-ban megvásárolta a lovat,emiatt a díj neve addig Tattersalls-Overdose-díj lett.
Az Overdose-díj 2015. szeptember 6-i versenynapján a Kincsem Parkban ravatalozták fel Overdose (Dózi) hamvait. A nagyszámú néző közül számosan rótták le kegyeletüket a ravatal és Overdose relikviái előtt.
Az Overdose-díj eddigi versenyeinek győztesei:
- 2014: Alfkona – 0:56.5 – Jaroslav Línek [148]
- 2015: Puck Fair – 0:59.7 – Zdenko Smida (korábban, 2007. október 21-én Ebreichsdortban volt Overdose lovasa).[149]
- 2016: Praetorian – 0:57.2 – Jaroslav Línek [150]
- 2017: Duca – 1.00.0 – Stanislav Georgiev [151]
- 2018: Tour To Paris – 0:56.9 – Jaroslav Línek [152]
- 2019: Mr.Right – 0:58.5 – Jaroslav Línek  [153][154]